# Ferdinand Jodl
Ferdinand Alfred Friedrich Jodl (Landau, 28 de noviembre de 1896 - Essen, 9 de junio de 1956) fue un general alemán durante la Segunda Guerra Mundial que comandó el XIX Cuerpo de Montaña durante la Ofensiva Petsamo-Kirkenes. Era el hermano menor de Alfred Jodl, Jefe de Operaciones del OKW. 

## Biografía
Ferdinand Jodl ingresó en el Ejército alemán en agosto de 1914 como enseña, sirviendo como teniente en el Regimiento de Artillería de Campo Bávaro desde 1915 hasta el fin de la Primera Guerra Mundial. Permaneció en el ejército después de 1918, convirtiéndose en oficial del estado mayor general. En calidad de tal sirvió en el XII Cuerpo al principio de la Segunda Guerra Mundial, trasladándose después al XXXXIX Cuerpo de Montaña. Desde 1942 sirvió en Finlandia y el Norte de Noruega, primero como jefe de Estado Mayor del 20.º Ejército de Montaña, después como comandante del XIX Cuerpo de Montaña, recibiendo la Cruz de Caballero de la Cruz de Hierro por su mando de este cuerpo en enero de 1945. Terminó la guerra como comandante de las fuerzas alemanas en el Norte de Noruega, agrupadas bajo el nombre de Destacamento de Ejército Narvik, habiendo alcanzado el rango de General de Tropas de Montaña.
Ferdinand Jodl murió en Essen el 9 de junio de 1956, a la edad de 59 años y fue enterrado en el Frauenchiemsee en Baviera.

## Condecoraciones
- Cruz de Caballero de la Cruz de Hierro el 13 de enero de 1945 como General der Gebirgstruppe y comandante del XIX. Gebirgskorps[2]